# بيتر ووكر (لاعب كريكت)
بيتر ووكر (17 فبراير 1936 في المملكة المتحدة - 5 أبريل 2020) (بالإنجليزية: Peter Walker)‏ هو لاعب كريكت بريطاني. شارك مع منتخب إنجلترا للكريكت.

## وصلات خارجية
- بيتر ووكر على موقع إي آس بي آن كريك إنفو (الإنجليزية)